# 12880 Juliegrady
12880 Juliegrady eller 1998 QM25 är en asteroid i huvudbältet som upptäcktes den 17 augusti 1998 av LINEAR i Socorro County, New Mexico. Den är uppkallad efter Julie Grady.
Asteroiden har en diameter på ungefär 3 kilometer.